# Kabupaten de Manggarai occidental
Le kabupaten de Manggarai occidental, en indonésien Kabupaten Manggarai Barat, est un kabupaten de la province des petites îles de la Sonde orientales en Indonésie.

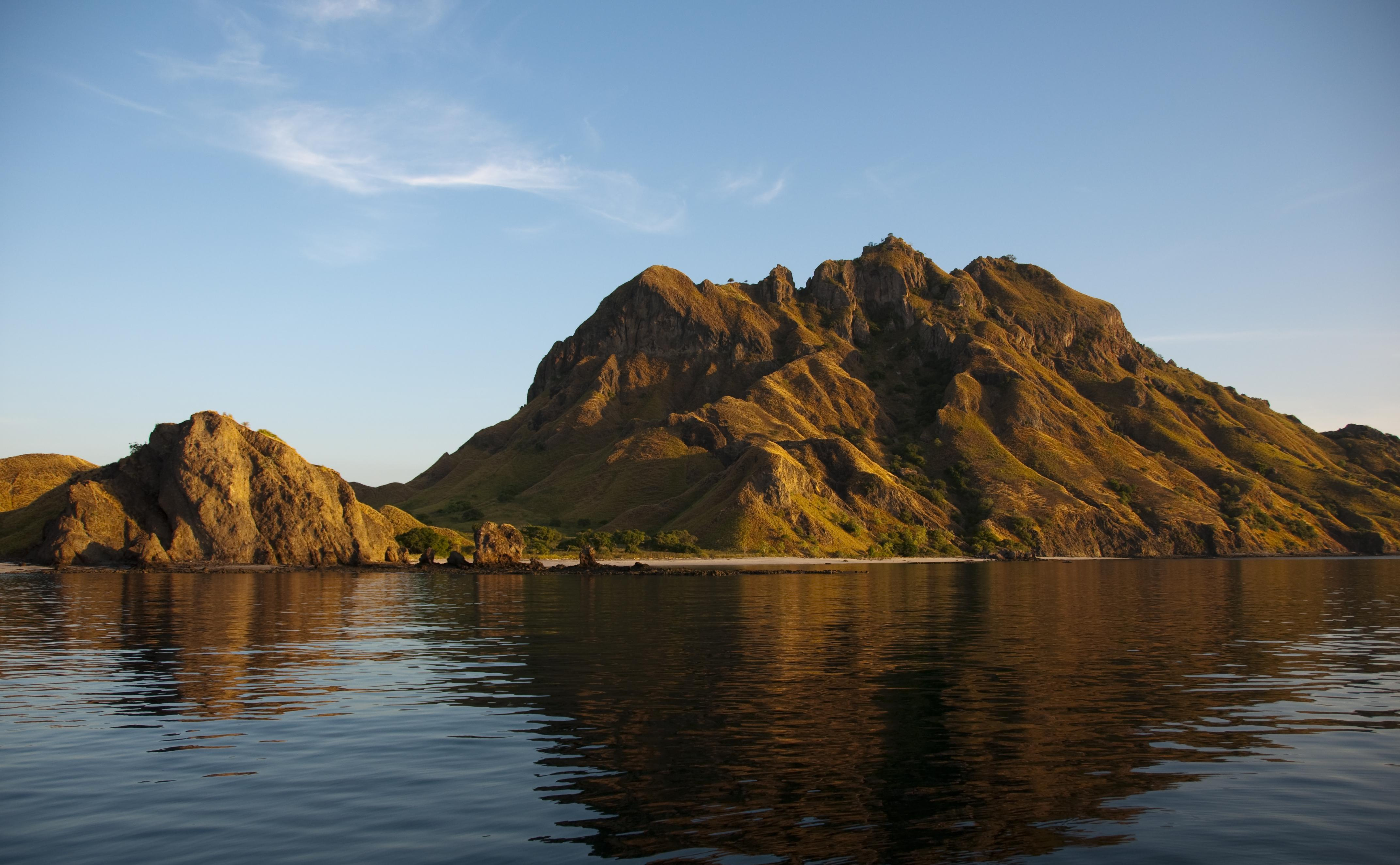
Lever de soleil sur l'île de Komodo

## Géographie
Il est composé de l'ouest de l'île de Florès et des îles de Komodo et de Rinca.

## Divisions administratives
Il est divisé en sept Kecamatans :
- Komodo
- Boleng
- Sano nggoang
- Lembor
- Welak
- Kuwus
- Macang pacar

## Personnalités liées au Manggarai occidental
• Cosmas Michael Angkur, Eveque de Bogor de 1994 à 2013